# Rechtsanwaltsverzeichnis
Das Rechtsanwaltsverzeichnis, auch elektronisches Rechtsanwaltsverzeichnis oder Anwaltsverzeichnis genannt, ist eine Datenbank, in die Rechtsanwälte eingetragen werden.
Die Rechtsanwaltskammern führen anstelle der veralteten Rechtsanwaltslisten seit dem 1. Juni 2007 elektronische Verzeichnisse der in ihren Bezirken zugelassenen Rechtsanwälte. Die Bundesrechtsanwaltskammer führt ein online zugängliches Gesamtverzeichnis namens „Bundesweites Amtliches Anwaltsverzeichnis“ mit allen in Deutschland zugelassenen Rechtsanwälten, den in Deutschland zugelassenen europäischen Rechtsanwälten, den in Deutschland niedergelassenen Rechtsanwälten aus anderen Staaten gem. § 206 Bundesrechtsanwaltsordnung (BRAO) sowie allen verkammerten Rechtsbeiständen.
Die Verzeichnisse dienen der Information der Behörden und Gerichte sowie der Rechtsuchenden und können unentgeltlich eingesehen werden. Rechtsgrundlage für die deutschen Rechtsanwaltskammern ist § 31 BRAO.
Die Europäische Kommission bietet zusammen mit den nationalen Anwaltskammern ein Europäisches Rechtsanwaltsverzeichnis an.
Mit einem elektronischen Suchsystem kann online nach bestimmten Anwälten gesucht werden.